# Гунько, Сергей Валентинович
Серге́й Валенти́нович Гунько́ (род. 12 января 1973, Куйбышев, СССР) — российский футболист, полузащитник, тренер.

## Карьера

### Клубная
Воспитанник калужского футбола. Начинал свою карьеру в местном «Турбостроителе». Затем перешёл в смоленский «Кристалл», за которого в общей сложности в первенствах страны провёл 338 матчей (рекорд клуба).
В 2002 году Гунько в составе «Рубина» выиграл турнир Первого дивизиона. Позже выступал в командах «Содовик», «Балтика» и «Волга» (Ульяновск), в составе «Содовика» и «Волги» выигрывал зону «Урал-Поволжье» Второго дивизиона (2005, 2007).

### Тренерская
В 2009 году Гунько вошёл в тренерский штаб смоленского «Днепра». С 2011 по 2012 год был главным тренером СК «Смоленск», выступавшего в первенстве России среди ЛФК. В 2012 году после отставки Виктора Булатова возглавил «Днепр». Под его руководством клуб занимал в зоне «Запад» второго дивизиона России 6-е (сезон 2012/13), 5-е (2013/14) и 14-е (2014/15) места. По ходу сезона 2014/15 подавал в отставку, но остался на посту главного тренера. По окончании сезона, 16 июня 2015 года, подав в отставку, покинул клуб.
В конце июня 2015 года стал главным тренером клуба «Астрахань», команда заняла 13-е место в зоне «Юг» ПФЛ в сезоне 2015/16.
С июля 2016 года работал старшим тренером юношеских команд ЦРФСО (так тогда назывался «Днепр»), а 9 сентября 2016 года был назначен главным тренером команды, в которой работал до снятия команды с первенства ПФЛ 26 марта 2019 года (в сезоне 2016/17 смоленский клуб занял 9-е место в группе «Запад», в сезоне 2017/18 — 12-е). Вскоре вошёл в тренерский штаб «Орши» — команды Первой (Д-2) белорусской лиги.
С июня 2019 года — главный тренер ульяновской «Волги». 20 октября 2019 года подал в отставку. Незадолго до старта сезона 2020/21 возглавил дебютанта первенства ПФЛ ФК «Смоленск». 14 октября 2020 года освобождён с занимаемой должности в связи с неудовлетворительными результатами. В апреле 2021 года сменил Сергея Осадчука на посту главного тренера клуба «Луки-Энергия». В октябре 2021 года покинул пост главного тренера в связи с низкими спортивными показателями команды на первом групповом этапе первенства второго дивизиона.
В 2022 году вернулся в возрождённый смоленский «Днепр».

## Достижения
- Победитель Первого дивизиона: 2002
- Победитель зоны «Урал-Поволжье» Второго дивизиона (2): 2005, 2007
- Серебряный призёр зоны «Центр» Второго дивизиона: 1996
- Бронзовый призёр зоны «Урал-Поволжье» Второго дивизиона: 2003
- Победитель 4-й зоны Третьей лиги: 1994